# NCIS: Sydney
NCIS: Sydney je australska vojno akcijska televizijska serija premijerno objavljena na streaming platformi Paramount+ Australia od 10. studenoga 2023., a premijerno prikazana na kanalu Network 10 od 15. svibnja 2024.
Ovo je prvi spinoff NCIS franšize u kojoj se radnja događa izvan Sjedinjenim Američkih Država, i sadrži australske glumce i producente. U ožujku 2024. Paramount+ Australia obnovila je seriju za drugu sezonu.
U Hrvatskoj serije se prikazuje na kanalu Star Channel od 29. svibnja 2024.

## Radnja
Serija prati istrage zajedničke radne skupine u kojoj sudjeluju agenti NCIS-a i australske savezne policije (AFP) koji zajedno rade na istragama koje uključuju američku mornaricu i vojno osoblje.
Iako je serija smještena u Sydney, najbliži kraljevski ured NCIS-a u Australiji zapravo se nalazi u Perthu, udaljenom 3,290 km.

## Glumačka postava
- Olivia Swann kao Michelle Mackey
- Todd Lasance kao Jim "JD" Dempsey
- Sean Sagar kao DeShawn Jackson
- Tuuli Narkle kao Constable Evie Cooper
- Mavournee Hazel kao Bluebird "Blue" Gleeson
- William McInnes kao Roy "Rosie" Penrose

## Pregled serije
U Hrvatskoj serija se prikazuje na kanalu Star Channel od 29. svibnja 2024.
| Sezona | Sezona | Epizoda | Izvorno prikazivanje | Izvorno prikazivanje | Hrvatsko prikazivanje | Hrvatsko prikazivanje |
| Sezona | Sezona | Epizoda | Premijera            | Finale               | Premijera             | Finale                |
| ------ | ------ | ------- | -------------------- | -------------------- | --------------------- | --------------------- |
|        | 1.     | 8       | 10. studenoga 2023.  | 29. prosinca 2023.   | 29. svibnja 2024.     | 11. lipnja 2024.      |

## Produkcija
Dana 16. veljače 2022. objavljeno je da je u pripremi spinoff smješten u Sydneyu u Australiji. Producent Shane Brennan serije NCIS: Los Angeles, bio je priključen projektu.
Seriju je stvorio Morgan O'Neill. Izvršno producirali O'Neill, Sara Richardson i Sue Seeary, a produciralia Michele Bennett. Snimanje je počelo u svibnju 2023. godine.
NCIS: Sydney obnovljena je 20. ožujka 2024. za drugu sezonu.

## Vanjske poveznice
- Službena stranica produksijske kuće Endemol Shine Australia
- Službena stranica na starchannel-hr.com
- NCIS: Sydney u internetskoj bazi filmova IMDb-a